# Agna
Agna (Anja in veneto) è un comune italiano di 3 146 abitanti della provincia di Padova in Veneto.

## Storia
Il toponimo Agna deriverebbe dal nome dell'antica Via Annia romana.
È citato per la prima volta in un documento del 970.
Agna fu un possedimento della famiglia dei da Carrara. Nel 1250, Jacopo da Carrara tentò invano di resistere nel proprio castello di Agna alle milizie di Ezzelino III, di cui era stato un accanito rivale. Il castello fu espugnato, Jacopo fu assassinato e negli eventi che seguirono andarono perse le antiche carte di famiglia dei Carraresi.
Dal 1900 al 1910 vi fu parroco il beato Carlo Liviero.

### Simboli
Lo stemma è stato concesso con regio decreto del 15 maggio 1924.
Il gonfalone, concesso con D.P.R. del 20 ottobre 1964, è un drappo tagliato di azzurro e di rosso.

## Società

### Evoluzione demografica
Abitanti censiti

## Economia
Sviluppata l'attività agricola con forte meccanizzazione, la piccola industria e l'artigianato, soprattutto nel settore dell'abbigliamento. Vanta una delle aziende di edilceramica più influenti della pianura con diverse generazioni impiegatevi nel susseguirsi della storia del paese.

## Amministrazione

### Sindaci dal 1946
|                                                      | Umberto Loreggia      | Partito Socialista Italiano | 1946           | 1946   |
|                                                      | Italo Doro            | Partito Socialista Italiano | 1946-1951      | (1946) |
|                                                      | Giuseppe Milan        | Democrazia Cristiana        | 1951-1960      | 1951   |
| 1956                                                 | Giuseppe Milan        | Democrazia Cristiana        | 1951-1960      |        |
|                                                      | Guido Melato          | Democrazia Cristiana        | 1960-1970      | 1960   |
| 1964                                                 | Guido Melato          | Democrazia Cristiana        | 1960-1970      |        |
|                                                      | Antonio Baraldo       | Democrazia Cristiana        | 1970-1980      | 1970   |
| 1975                                                 | Antonio Baraldo       | Democrazia Cristiana        | 1970-1980      |        |
|                                                      | Gelindo Merlin        | Democrazia Cristiana        | 1980-1995      | 1980   |
| 1985                                                 | Gelindo Merlin        | Democrazia Cristiana        | 1980-1995      |        |
| 1990                                                 | Gelindo Merlin        | Democrazia Cristiana        | 1980-1995      |        |
| Sindaci eletti direttamente dai cittadini (dal 1995) |                       |                             |                |        |
|                                                      | Gelindo Merlin        | Centro                      | 1995-2004      | 1995   |
| 1999                                                 | Gelindo Merlin        | Centro                      | 1995-2004      |        |
|                                                      | Giannicola Scarabello | Centro-destra               | 2004-2014      | 2004   |
| 2009                                                 | Giannicola Scarabello | Centro-destra               | 2004-2014      |        |
|                                                      | Gianluca Piva         | Centro-destra               | 2014-in carica | 2014   |
| 2019                                                 | Gianluca Piva         | Centro-destra               | 2014-in carica |        |

### Gemellaggi
- Camerino, dal 2018[9]
- Tonezza del Cimone, dal 2020[10]